# Манті (Юта)
Манті (англ. Manti) — місто (англ. city) в США, в окрузі Санпіт штату Юта. Населення — 3429 осіб (2020).

## Географія
Манті розташоване за координатами 39°16′1″ пн. ш. 111°38′15″ зх. д. / 39.26694° пн. ш. 111.63750° зх. д. (39.267074, -111.637502).  За даними Бюро перепису населення США в 2010 році місто мало площу 5,56 км², уся площа — суходіл. В 2017 році площа становила 6,43 км², уся площа — суходіл.

### Клімат
| Клімат : Манті          | Клімат : Манті | Клімат : Манті | Клімат : Манті | Клімат : Манті | Клімат : Манті | Клімат : Манті | Клімат : Манті | Клімат : Манті | Клімат : Манті | Клімат : Манті | Клімат : Манті | Клімат : Манті | Клімат : Манті |
| Показник                | Січ.           | Лют.           | Бер.           | Квіт.          | Трав.          | Черв.          | Лип.           | Серп.          | Вер.           | Жовт.          | Лист.          | Груд.          | Рік            |
| Абсолютний максимум, °C | 17,2           | 21,1           | 27,8           | 31,1           | 37,2           | 41,1           | 42,2           | 43,3           | 37,8           | 32,2           | 24,4           | 18,9           | 43,3           |
| Середній максимум, °C   | 2,8            | 5,0            | 10,6           | 15,6           | 21,1           | 26,7           | 30,0           | 28,9           | 24,4           | 18,3           | 10,0           | 3,9            | 16,5           |
| Середній мінімум, °C    | −10            | −7,8           | −3,9           | 0,0            | 4,4            | 8,3            | 12,2           | 11,1           | 6,7            | 1,1            | −4,4           | −8,9           | 0,8            |
| Абсолютний мінімум, °C  | −32,8          | −32,2          | −20,6          | −13,3          | −7,8           | −2,8           | 0,0            | −2,8           | −8,3           | −13,3          | −22,2          | −31,1          | −32,8          |
| Норма опадів, мм        | 26             | 28             | 34             | 33             | 32             | 20             | 20             | 23             | 27             | 30             | 26             | 24             | 323            |
| ----------------------- | -------------- | -------------- | -------------- | -------------- | -------------- | -------------- | -------------- | -------------- | -------------- | -------------- | -------------- | -------------- | -------------- |
| Джерело:                |                |                |                |                |                |                |                |                |                |                |                |                |                |

## Демографія
Згідно з переписом 2010 року, у місті мешкало 3276 осіб у 1037 домогосподарствах у складі 820 родин. Густота населення становила 590 осіб/км².  Було 1138 помешкань (205/км²).
Расовий склад населення:
| - 94,5 % — білих - 0,9 % — корінних американців - 0,4 % — чорних або афроамериканців - 0,3 % — азіатів - 0,1 % — вихідців з тихоокеанських островів - 1,6 % — осіб інших рас |

До двох чи більше рас належало 2,1 %. Частка іспаномовних становила 4,6 % від усіх жителів.
За віковим діапазоном населення розподілялося таким чином: 35,2 % — особи молодші 18 років, 50,5 % — особи у віці 18—64 років, 14,3 % — особи у віці 65 років та старші. Медіана віку мешканця становила 30,9 року. На 100 осіб жіночої статі у місті припадало 97,2 чоловіків;  на 100 жінок у віці від 18 років та старших — 92,5 чоловіків також старших 18 років.
Середній дохід на одне домашнє господарство  становив 56 204 долари США (медіана — 45 556), а середній дохід на одну сім'ю — 64 508 доларів (медіана — 53 405). Медіана доходів становила 41 603 долари для чоловіків та 30 987 доларів для жінок. За межею бідності перебувало 9,7 % осіб, у тому числі 9,8 % дітей у віці до 18 років та 8,5 % осіб у віці 65 років та старших.
Цивільне працевлаштоване населення становило 1373 особи. Основні галузі зайнятості: освіта, охорона здоров'я та соціальна допомога — 29,8 %, сільське господарство, лісництво, риболовля — 10,0 %, виробництво — 9,4 %, будівництво — 9,0 %.